# Them (King Diamond)
Them è il terzo album della band di King Diamond, edito da Roadrunner Records nel 1988. Il concept del disco prosegue nel successivo Conspiracy. Il concept narra la storia di un ragazzino di nome King tormentato dalle voci di alcuni spiriti evocati da sua nonna e di come cerca di liberarsene.
| Recensione | Giudizio |
| ---------- | -------- |
| AllMusic   | [ 1 ]    |

## Tracce
1. Out From the Asylum – 1:44
2. Welcome Home – 4:36
3. The Invisible Guests – 5:04
4. Tea – 5:15
5. Mother's Getting Weaker – 4:02
6. Bye, Bye Missy – 5:08
7. A Broken Spell – 4:08
8. The Accusation Chair – 4:21
9. Them (strumentale) – 1:56
10. Twilight Symphony – 4:10
11. Coming Home – 1:11

### Tracce bonus nella versione rimasterizzata
1. Phone Call – 1:39 Tratta da The Dark Sides
2. The Invisible Guests (Rehearsal) – 5:19
3. Bye, Bye Missy (Rehearsal) – 4:51

## Formazione
- King Diamond - voce
- Andy LaRocque - chitarra
- Pete Blakk - chitarra
- Hal Patino - basso
- Mikkey Dee - batteria

## Curiosità
La canzone Welcome Home appare sia nella colonna sonora del film Clerks II del 2006 che nel videogioco Brütal Legend del 2009.